# Kolokani Airport
Kolokani Airport är en flygplats i Mali.   Den ligger i regionen Bamako, i den sydvästra delen av landet, 100 km norr om huvudstaden Bamako. Kolokani Airport ligger 440 meter över havet.
Terrängen runt Kolokani Airport är huvudsakligen platt. Kolokani Airport ligger uppe på en höjd. Runt Kolokani Airport är det ganska glesbefolkat, med 29 invånare per kvadratkilometer. Närmaste större samhälle är Kolokani, 5,6 km norr om Kolokani Airport. Omgivningarna runt Kolokani Airport är en mosaik av jordbruksmark och naturlig växtlighet.